# Fadil Abdurahmanović
Fadil Abdurahmanović (Sarajevo, 24 luglio 1939) è un compositore di scacchi bosniaco.
È uno dei più grandi specialisti dei problemi di aiutomatto, considerato tra i compositori più creativi di questo genere.
Giudice internazionale della composizione dal 1972, Grande Maestro della composizione dal 1992.
Un suo problema di aiutomatto in due mosse vincitore del primo premio (si ricorda che nell'aiutomatto il Nero muove per primo e, anziché cercare di evitare di essere mattato, collabora con il Bianco affinché riesca a dargli matto nel numero di mosse prestabilito).
|   | a | b | c | d | e | f | g | h |   |
| 8 | c7 cavallo del nero · a6 pedone del nero · e6 re del nero · f6 pedone del nero · b5 alfiere del bianco · d5 alfiere del nero · e5 cavallo del nero · d4 alfiere del nero · h4 torre del nero · a2 donna del bianco · c2 re del bianco · d2 alfiere del bianco · h2 torre del nero · e1 torre del bianco | c7 cavallo del nero · a6 pedone del nero · e6 re del nero · f6 pedone del nero · b5 alfiere del bianco · d5 alfiere del nero · e5 cavallo del nero · d4 alfiere del nero · h4 torre del nero · a2 donna del bianco · c2 re del bianco · d2 alfiere del bianco · h2 torre del nero · e1 torre del bianco | c7 cavallo del nero · a6 pedone del nero · e6 re del nero · f6 pedone del nero · b5 alfiere del bianco · d5 alfiere del nero · e5 cavallo del nero · d4 alfiere del nero · h4 torre del nero · a2 donna del bianco · c2 re del bianco · d2 alfiere del bianco · h2 torre del nero · e1 torre del bianco | c7 cavallo del nero · a6 pedone del nero · e6 re del nero · f6 pedone del nero · b5 alfiere del bianco · d5 alfiere del nero · e5 cavallo del nero · d4 alfiere del nero · h4 torre del nero · a2 donna del bianco · c2 re del bianco · d2 alfiere del bianco · h2 torre del nero · e1 torre del bianco | c7 cavallo del nero · a6 pedone del nero · e6 re del nero · f6 pedone del nero · b5 alfiere del bianco · d5 alfiere del nero · e5 cavallo del nero · d4 alfiere del nero · h4 torre del nero · a2 donna del bianco · c2 re del bianco · d2 alfiere del bianco · h2 torre del nero · e1 torre del bianco | c7 cavallo del nero · a6 pedone del nero · e6 re del nero · f6 pedone del nero · b5 alfiere del bianco · d5 alfiere del nero · e5 cavallo del nero · d4 alfiere del nero · h4 torre del nero · a2 donna del bianco · c2 re del bianco · d2 alfiere del bianco · h2 torre del nero · e1 torre del bianco | c7 cavallo del nero · a6 pedone del nero · e6 re del nero · f6 pedone del nero · b5 alfiere del bianco · d5 alfiere del nero · e5 cavallo del nero · d4 alfiere del nero · h4 torre del nero · a2 donna del bianco · c2 re del bianco · d2 alfiere del bianco · h2 torre del nero · e1 torre del bianco | c7 cavallo del nero · a6 pedone del nero · e6 re del nero · f6 pedone del nero · b5 alfiere del bianco · d5 alfiere del nero · e5 cavallo del nero · d4 alfiere del nero · h4 torre del nero · a2 donna del bianco · c2 re del bianco · d2 alfiere del bianco · h2 torre del nero · e1 torre del bianco | 8 |
| 7 | c7 cavallo del nero · a6 pedone del nero · e6 re del nero · f6 pedone del nero · b5 alfiere del bianco · d5 alfiere del nero · e5 cavallo del nero · d4 alfiere del nero · h4 torre del nero · a2 donna del bianco · c2 re del bianco · d2 alfiere del bianco · h2 torre del nero · e1 torre del bianco | c7 cavallo del nero · a6 pedone del nero · e6 re del nero · f6 pedone del nero · b5 alfiere del bianco · d5 alfiere del nero · e5 cavallo del nero · d4 alfiere del nero · h4 torre del nero · a2 donna del bianco · c2 re del bianco · d2 alfiere del bianco · h2 torre del nero · e1 torre del bianco | c7 cavallo del nero · a6 pedone del nero · e6 re del nero · f6 pedone del nero · b5 alfiere del bianco · d5 alfiere del nero · e5 cavallo del nero · d4 alfiere del nero · h4 torre del nero · a2 donna del bianco · c2 re del bianco · d2 alfiere del bianco · h2 torre del nero · e1 torre del bianco | c7 cavallo del nero · a6 pedone del nero · e6 re del nero · f6 pedone del nero · b5 alfiere del bianco · d5 alfiere del nero · e5 cavallo del nero · d4 alfiere del nero · h4 torre del nero · a2 donna del bianco · c2 re del bianco · d2 alfiere del bianco · h2 torre del nero · e1 torre del bianco | c7 cavallo del nero · a6 pedone del nero · e6 re del nero · f6 pedone del nero · b5 alfiere del bianco · d5 alfiere del nero · e5 cavallo del nero · d4 alfiere del nero · h4 torre del nero · a2 donna del bianco · c2 re del bianco · d2 alfiere del bianco · h2 torre del nero · e1 torre del bianco | c7 cavallo del nero · a6 pedone del nero · e6 re del nero · f6 pedone del nero · b5 alfiere del bianco · d5 alfiere del nero · e5 cavallo del nero · d4 alfiere del nero · h4 torre del nero · a2 donna del bianco · c2 re del bianco · d2 alfiere del bianco · h2 torre del nero · e1 torre del bianco | c7 cavallo del nero · a6 pedone del nero · e6 re del nero · f6 pedone del nero · b5 alfiere del bianco · d5 alfiere del nero · e5 cavallo del nero · d4 alfiere del nero · h4 torre del nero · a2 donna del bianco · c2 re del bianco · d2 alfiere del bianco · h2 torre del nero · e1 torre del bianco | c7 cavallo del nero · a6 pedone del nero · e6 re del nero · f6 pedone del nero · b5 alfiere del bianco · d5 alfiere del nero · e5 cavallo del nero · d4 alfiere del nero · h4 torre del nero · a2 donna del bianco · c2 re del bianco · d2 alfiere del bianco · h2 torre del nero · e1 torre del bianco | 7 |
| 6 | c7 cavallo del nero · a6 pedone del nero · e6 re del nero · f6 pedone del nero · b5 alfiere del bianco · d5 alfiere del nero · e5 cavallo del nero · d4 alfiere del nero · h4 torre del nero · a2 donna del bianco · c2 re del bianco · d2 alfiere del bianco · h2 torre del nero · e1 torre del bianco | c7 cavallo del nero · a6 pedone del nero · e6 re del nero · f6 pedone del nero · b5 alfiere del bianco · d5 alfiere del nero · e5 cavallo del nero · d4 alfiere del nero · h4 torre del nero · a2 donna del bianco · c2 re del bianco · d2 alfiere del bianco · h2 torre del nero · e1 torre del bianco | c7 cavallo del nero · a6 pedone del nero · e6 re del nero · f6 pedone del nero · b5 alfiere del bianco · d5 alfiere del nero · e5 cavallo del nero · d4 alfiere del nero · h4 torre del nero · a2 donna del bianco · c2 re del bianco · d2 alfiere del bianco · h2 torre del nero · e1 torre del bianco | c7 cavallo del nero · a6 pedone del nero · e6 re del nero · f6 pedone del nero · b5 alfiere del bianco · d5 alfiere del nero · e5 cavallo del nero · d4 alfiere del nero · h4 torre del nero · a2 donna del bianco · c2 re del bianco · d2 alfiere del bianco · h2 torre del nero · e1 torre del bianco | c7 cavallo del nero · a6 pedone del nero · e6 re del nero · f6 pedone del nero · b5 alfiere del bianco · d5 alfiere del nero · e5 cavallo del nero · d4 alfiere del nero · h4 torre del nero · a2 donna del bianco · c2 re del bianco · d2 alfiere del bianco · h2 torre del nero · e1 torre del bianco | c7 cavallo del nero · a6 pedone del nero · e6 re del nero · f6 pedone del nero · b5 alfiere del bianco · d5 alfiere del nero · e5 cavallo del nero · d4 alfiere del nero · h4 torre del nero · a2 donna del bianco · c2 re del bianco · d2 alfiere del bianco · h2 torre del nero · e1 torre del bianco | c7 cavallo del nero · a6 pedone del nero · e6 re del nero · f6 pedone del nero · b5 alfiere del bianco · d5 alfiere del nero · e5 cavallo del nero · d4 alfiere del nero · h4 torre del nero · a2 donna del bianco · c2 re del bianco · d2 alfiere del bianco · h2 torre del nero · e1 torre del bianco | c7 cavallo del nero · a6 pedone del nero · e6 re del nero · f6 pedone del nero · b5 alfiere del bianco · d5 alfiere del nero · e5 cavallo del nero · d4 alfiere del nero · h4 torre del nero · a2 donna del bianco · c2 re del bianco · d2 alfiere del bianco · h2 torre del nero · e1 torre del bianco | 6 |
| 5 | c7 cavallo del nero · a6 pedone del nero · e6 re del nero · f6 pedone del nero · b5 alfiere del bianco · d5 alfiere del nero · e5 cavallo del nero · d4 alfiere del nero · h4 torre del nero · a2 donna del bianco · c2 re del bianco · d2 alfiere del bianco · h2 torre del nero · e1 torre del bianco | c7 cavallo del nero · a6 pedone del nero · e6 re del nero · f6 pedone del nero · b5 alfiere del bianco · d5 alfiere del nero · e5 cavallo del nero · d4 alfiere del nero · h4 torre del nero · a2 donna del bianco · c2 re del bianco · d2 alfiere del bianco · h2 torre del nero · e1 torre del bianco | c7 cavallo del nero · a6 pedone del nero · e6 re del nero · f6 pedone del nero · b5 alfiere del bianco · d5 alfiere del nero · e5 cavallo del nero · d4 alfiere del nero · h4 torre del nero · a2 donna del bianco · c2 re del bianco · d2 alfiere del bianco · h2 torre del nero · e1 torre del bianco | c7 cavallo del nero · a6 pedone del nero · e6 re del nero · f6 pedone del nero · b5 alfiere del bianco · d5 alfiere del nero · e5 cavallo del nero · d4 alfiere del nero · h4 torre del nero · a2 donna del bianco · c2 re del bianco · d2 alfiere del bianco · h2 torre del nero · e1 torre del bianco | c7 cavallo del nero · a6 pedone del nero · e6 re del nero · f6 pedone del nero · b5 alfiere del bianco · d5 alfiere del nero · e5 cavallo del nero · d4 alfiere del nero · h4 torre del nero · a2 donna del bianco · c2 re del bianco · d2 alfiere del bianco · h2 torre del nero · e1 torre del bianco | c7 cavallo del nero · a6 pedone del nero · e6 re del nero · f6 pedone del nero · b5 alfiere del bianco · d5 alfiere del nero · e5 cavallo del nero · d4 alfiere del nero · h4 torre del nero · a2 donna del bianco · c2 re del bianco · d2 alfiere del bianco · h2 torre del nero · e1 torre del bianco | c7 cavallo del nero · a6 pedone del nero · e6 re del nero · f6 pedone del nero · b5 alfiere del bianco · d5 alfiere del nero · e5 cavallo del nero · d4 alfiere del nero · h4 torre del nero · a2 donna del bianco · c2 re del bianco · d2 alfiere del bianco · h2 torre del nero · e1 torre del bianco | c7 cavallo del nero · a6 pedone del nero · e6 re del nero · f6 pedone del nero · b5 alfiere del bianco · d5 alfiere del nero · e5 cavallo del nero · d4 alfiere del nero · h4 torre del nero · a2 donna del bianco · c2 re del bianco · d2 alfiere del bianco · h2 torre del nero · e1 torre del bianco | 5 |
| 4 | c7 cavallo del nero · a6 pedone del nero · e6 re del nero · f6 pedone del nero · b5 alfiere del bianco · d5 alfiere del nero · e5 cavallo del nero · d4 alfiere del nero · h4 torre del nero · a2 donna del bianco · c2 re del bianco · d2 alfiere del bianco · h2 torre del nero · e1 torre del bianco | c7 cavallo del nero · a6 pedone del nero · e6 re del nero · f6 pedone del nero · b5 alfiere del bianco · d5 alfiere del nero · e5 cavallo del nero · d4 alfiere del nero · h4 torre del nero · a2 donna del bianco · c2 re del bianco · d2 alfiere del bianco · h2 torre del nero · e1 torre del bianco | c7 cavallo del nero · a6 pedone del nero · e6 re del nero · f6 pedone del nero · b5 alfiere del bianco · d5 alfiere del nero · e5 cavallo del nero · d4 alfiere del nero · h4 torre del nero · a2 donna del bianco · c2 re del bianco · d2 alfiere del bianco · h2 torre del nero · e1 torre del bianco | c7 cavallo del nero · a6 pedone del nero · e6 re del nero · f6 pedone del nero · b5 alfiere del bianco · d5 alfiere del nero · e5 cavallo del nero · d4 alfiere del nero · h4 torre del nero · a2 donna del bianco · c2 re del bianco · d2 alfiere del bianco · h2 torre del nero · e1 torre del bianco | c7 cavallo del nero · a6 pedone del nero · e6 re del nero · f6 pedone del nero · b5 alfiere del bianco · d5 alfiere del nero · e5 cavallo del nero · d4 alfiere del nero · h4 torre del nero · a2 donna del bianco · c2 re del bianco · d2 alfiere del bianco · h2 torre del nero · e1 torre del bianco | c7 cavallo del nero · a6 pedone del nero · e6 re del nero · f6 pedone del nero · b5 alfiere del bianco · d5 alfiere del nero · e5 cavallo del nero · d4 alfiere del nero · h4 torre del nero · a2 donna del bianco · c2 re del bianco · d2 alfiere del bianco · h2 torre del nero · e1 torre del bianco | c7 cavallo del nero · a6 pedone del nero · e6 re del nero · f6 pedone del nero · b5 alfiere del bianco · d5 alfiere del nero · e5 cavallo del nero · d4 alfiere del nero · h4 torre del nero · a2 donna del bianco · c2 re del bianco · d2 alfiere del bianco · h2 torre del nero · e1 torre del bianco | c7 cavallo del nero · a6 pedone del nero · e6 re del nero · f6 pedone del nero · b5 alfiere del bianco · d5 alfiere del nero · e5 cavallo del nero · d4 alfiere del nero · h4 torre del nero · a2 donna del bianco · c2 re del bianco · d2 alfiere del bianco · h2 torre del nero · e1 torre del bianco | 4 |
| 3 | c7 cavallo del nero · a6 pedone del nero · e6 re del nero · f6 pedone del nero · b5 alfiere del bianco · d5 alfiere del nero · e5 cavallo del nero · d4 alfiere del nero · h4 torre del nero · a2 donna del bianco · c2 re del bianco · d2 alfiere del bianco · h2 torre del nero · e1 torre del bianco | c7 cavallo del nero · a6 pedone del nero · e6 re del nero · f6 pedone del nero · b5 alfiere del bianco · d5 alfiere del nero · e5 cavallo del nero · d4 alfiere del nero · h4 torre del nero · a2 donna del bianco · c2 re del bianco · d2 alfiere del bianco · h2 torre del nero · e1 torre del bianco | c7 cavallo del nero · a6 pedone del nero · e6 re del nero · f6 pedone del nero · b5 alfiere del bianco · d5 alfiere del nero · e5 cavallo del nero · d4 alfiere del nero · h4 torre del nero · a2 donna del bianco · c2 re del bianco · d2 alfiere del bianco · h2 torre del nero · e1 torre del bianco | c7 cavallo del nero · a6 pedone del nero · e6 re del nero · f6 pedone del nero · b5 alfiere del bianco · d5 alfiere del nero · e5 cavallo del nero · d4 alfiere del nero · h4 torre del nero · a2 donna del bianco · c2 re del bianco · d2 alfiere del bianco · h2 torre del nero · e1 torre del bianco | c7 cavallo del nero · a6 pedone del nero · e6 re del nero · f6 pedone del nero · b5 alfiere del bianco · d5 alfiere del nero · e5 cavallo del nero · d4 alfiere del nero · h4 torre del nero · a2 donna del bianco · c2 re del bianco · d2 alfiere del bianco · h2 torre del nero · e1 torre del bianco | c7 cavallo del nero · a6 pedone del nero · e6 re del nero · f6 pedone del nero · b5 alfiere del bianco · d5 alfiere del nero · e5 cavallo del nero · d4 alfiere del nero · h4 torre del nero · a2 donna del bianco · c2 re del bianco · d2 alfiere del bianco · h2 torre del nero · e1 torre del bianco | c7 cavallo del nero · a6 pedone del nero · e6 re del nero · f6 pedone del nero · b5 alfiere del bianco · d5 alfiere del nero · e5 cavallo del nero · d4 alfiere del nero · h4 torre del nero · a2 donna del bianco · c2 re del bianco · d2 alfiere del bianco · h2 torre del nero · e1 torre del bianco | c7 cavallo del nero · a6 pedone del nero · e6 re del nero · f6 pedone del nero · b5 alfiere del bianco · d5 alfiere del nero · e5 cavallo del nero · d4 alfiere del nero · h4 torre del nero · a2 donna del bianco · c2 re del bianco · d2 alfiere del bianco · h2 torre del nero · e1 torre del bianco | 3 |
| 2 | c7 cavallo del nero · a6 pedone del nero · e6 re del nero · f6 pedone del nero · b5 alfiere del bianco · d5 alfiere del nero · e5 cavallo del nero · d4 alfiere del nero · h4 torre del nero · a2 donna del bianco · c2 re del bianco · d2 alfiere del bianco · h2 torre del nero · e1 torre del bianco | c7 cavallo del nero · a6 pedone del nero · e6 re del nero · f6 pedone del nero · b5 alfiere del bianco · d5 alfiere del nero · e5 cavallo del nero · d4 alfiere del nero · h4 torre del nero · a2 donna del bianco · c2 re del bianco · d2 alfiere del bianco · h2 torre del nero · e1 torre del bianco | c7 cavallo del nero · a6 pedone del nero · e6 re del nero · f6 pedone del nero · b5 alfiere del bianco · d5 alfiere del nero · e5 cavallo del nero · d4 alfiere del nero · h4 torre del nero · a2 donna del bianco · c2 re del bianco · d2 alfiere del bianco · h2 torre del nero · e1 torre del bianco | c7 cavallo del nero · a6 pedone del nero · e6 re del nero · f6 pedone del nero · b5 alfiere del bianco · d5 alfiere del nero · e5 cavallo del nero · d4 alfiere del nero · h4 torre del nero · a2 donna del bianco · c2 re del bianco · d2 alfiere del bianco · h2 torre del nero · e1 torre del bianco | c7 cavallo del nero · a6 pedone del nero · e6 re del nero · f6 pedone del nero · b5 alfiere del bianco · d5 alfiere del nero · e5 cavallo del nero · d4 alfiere del nero · h4 torre del nero · a2 donna del bianco · c2 re del bianco · d2 alfiere del bianco · h2 torre del nero · e1 torre del bianco | c7 cavallo del nero · a6 pedone del nero · e6 re del nero · f6 pedone del nero · b5 alfiere del bianco · d5 alfiere del nero · e5 cavallo del nero · d4 alfiere del nero · h4 torre del nero · a2 donna del bianco · c2 re del bianco · d2 alfiere del bianco · h2 torre del nero · e1 torre del bianco | c7 cavallo del nero · a6 pedone del nero · e6 re del nero · f6 pedone del nero · b5 alfiere del bianco · d5 alfiere del nero · e5 cavallo del nero · d4 alfiere del nero · h4 torre del nero · a2 donna del bianco · c2 re del bianco · d2 alfiere del bianco · h2 torre del nero · e1 torre del bianco | c7 cavallo del nero · a6 pedone del nero · e6 re del nero · f6 pedone del nero · b5 alfiere del bianco · d5 alfiere del nero · e5 cavallo del nero · d4 alfiere del nero · h4 torre del nero · a2 donna del bianco · c2 re del bianco · d2 alfiere del bianco · h2 torre del nero · e1 torre del bianco | 2 |
| 1 | c7 cavallo del nero · a6 pedone del nero · e6 re del nero · f6 pedone del nero · b5 alfiere del bianco · d5 alfiere del nero · e5 cavallo del nero · d4 alfiere del nero · h4 torre del nero · a2 donna del bianco · c2 re del bianco · d2 alfiere del bianco · h2 torre del nero · e1 torre del bianco | c7 cavallo del nero · a6 pedone del nero · e6 re del nero · f6 pedone del nero · b5 alfiere del bianco · d5 alfiere del nero · e5 cavallo del nero · d4 alfiere del nero · h4 torre del nero · a2 donna del bianco · c2 re del bianco · d2 alfiere del bianco · h2 torre del nero · e1 torre del bianco | c7 cavallo del nero · a6 pedone del nero · e6 re del nero · f6 pedone del nero · b5 alfiere del bianco · d5 alfiere del nero · e5 cavallo del nero · d4 alfiere del nero · h4 torre del nero · a2 donna del bianco · c2 re del bianco · d2 alfiere del bianco · h2 torre del nero · e1 torre del bianco | c7 cavallo del nero · a6 pedone del nero · e6 re del nero · f6 pedone del nero · b5 alfiere del bianco · d5 alfiere del nero · e5 cavallo del nero · d4 alfiere del nero · h4 torre del nero · a2 donna del bianco · c2 re del bianco · d2 alfiere del bianco · h2 torre del nero · e1 torre del bianco | c7 cavallo del nero · a6 pedone del nero · e6 re del nero · f6 pedone del nero · b5 alfiere del bianco · d5 alfiere del nero · e5 cavallo del nero · d4 alfiere del nero · h4 torre del nero · a2 donna del bianco · c2 re del bianco · d2 alfiere del bianco · h2 torre del nero · e1 torre del bianco | c7 cavallo del nero · a6 pedone del nero · e6 re del nero · f6 pedone del nero · b5 alfiere del bianco · d5 alfiere del nero · e5 cavallo del nero · d4 alfiere del nero · h4 torre del nero · a2 donna del bianco · c2 re del bianco · d2 alfiere del bianco · h2 torre del nero · e1 torre del bianco | c7 cavallo del nero · a6 pedone del nero · e6 re del nero · f6 pedone del nero · b5 alfiere del bianco · d5 alfiere del nero · e5 cavallo del nero · d4 alfiere del nero · h4 torre del nero · a2 donna del bianco · c2 re del bianco · d2 alfiere del bianco · h2 torre del nero · e1 torre del bianco | c7 cavallo del nero · a6 pedone del nero · e6 re del nero · f6 pedone del nero · b5 alfiere del bianco · d5 alfiere del nero · e5 cavallo del nero · d4 alfiere del nero · h4 torre del nero · a2 donna del bianco · c2 re del bianco · d2 alfiere del bianco · h2 torre del nero · e1 torre del bianco | 1 |
|   | a | b | c | d | e | f | g | h |   |

Soluzione:
1. Rf5  Da5

2. Cg4  Ad3#
1.Rd6  Td1